# Lipovica (Leskovac)
Pour les articles homonymes, voir Lipovica.
Lipovica (en serbe cyrillique : Липовица) est une localité de Serbie située sur le territoire de la Ville de Leskovac, district de Jablanica. Au recensement de 2011, elle comptait 1 149 habitants.
Lipovica est officiellement classée parmi les villages de Serbie.

## Démographie

### Évolution historique de la population
| 1948  | 1953  | 1961  | 1971  | 1981  | 1991  | 2002  | 2011  |
| ----- | ----- | ----- | ----- | ----- | ----- | ----- | ----- |
| 1 328 | 1 401 | 1 448 | 1 517 | 1 474 | 1 433 | 1 287 | 1 149 |

|  |